# Crime+Investigation Polsat
Crime+Investigation Polsat (skrót do 6 stycznia 2017: CI Polsat) – polski kanał dokumentalno-kryminalny, będący wspólnym projektem Telewizji Polsat i brytyjskiej spółki A+E Networks UK. Od 11 czerwca 2018 roku kanał jest nadawany wyłącznie w wersji HD.

## Historia
Kanał Crime + Investigation rozpoczął nadawanie w Polsce 1 marca 2010 roku. Była to europejska wersja kanału z polską ścieżką językową. Na skutek podjęcia współpracy z Telewizją Polsat 24 listopada 2011 roku o 15:00 rozpoczął nadawanie kanał Polsat Crime & Investigation Network, który sukcesywnie zastępował u poszczególnych operatorów swój poprzednik. Jedynym właścicielem kanału jest A+E Networks UK, ale dzięki współpracy z Telewizją Polsat pojawiły się na nim polskie reklamy. Od 16 października 2012 roku kanał ma oddzielny sygnał satelitarny tylko na Polskę.
Pojawił się polski program pod nazwą Polskie Prywatne Zbrodnie.
Kanał jest poświęcony śledztwom prowadzonym w sprawach o zbrodnie i najpoważniejsze występki przez policję i prokuraturę w USA i Wielkiej Brytanii. Kanał swoją tematyką skupia się głównie na rekonstrukcjach zbrodni i śledztw. Emituje również programy analizujące społeczne przyczyny i konsekwencje przestępstw.

## Dostępność
- Polsat Box – pozycje 25, 201 (HD)
- CANAL+ – pozycja 227 (HD)
- PLAY NOW TV – pozycja 60
- Orange – pozycja 463
- Netia – pozycja 97
- UPC – pozycja 405 (HD)
- Inea – pozycja 154 (HD)
- Promax – pozycja 170
- Telewizja Kablowa Chopin – pozycja 421
- Toya – pozycja 354

## Logo
| Lata      | Opis | Wygląd |
| --------- | --- | ------ |
| 2011–2014 | Napis CI w uciętym w lewym dolnym rogu czerwonym kwadracie. Obok napis Crime&Investigation Network oraz czerwone logo Polsatu.                                                                                    |        |
| 2014–2017 | Napis CI z poprzedniego loga, ale kwadrat jest czarny, a ucięty fragment jest koloru czerwonego. Pod spodem czerwone logo Polsatu. Logo w wersji 3D.                                                              |        |
| od 2017   | Czarny napis Crime + Investigation. Napis Investigation jest podzielony na dwie części. Pod spodem czarne logo Polsatu. Znaczek HD obok napisu Investigation. Logo ze znaczkiem HD nieużywane obecnie na antenie. |        |